# Okilani Tinilau

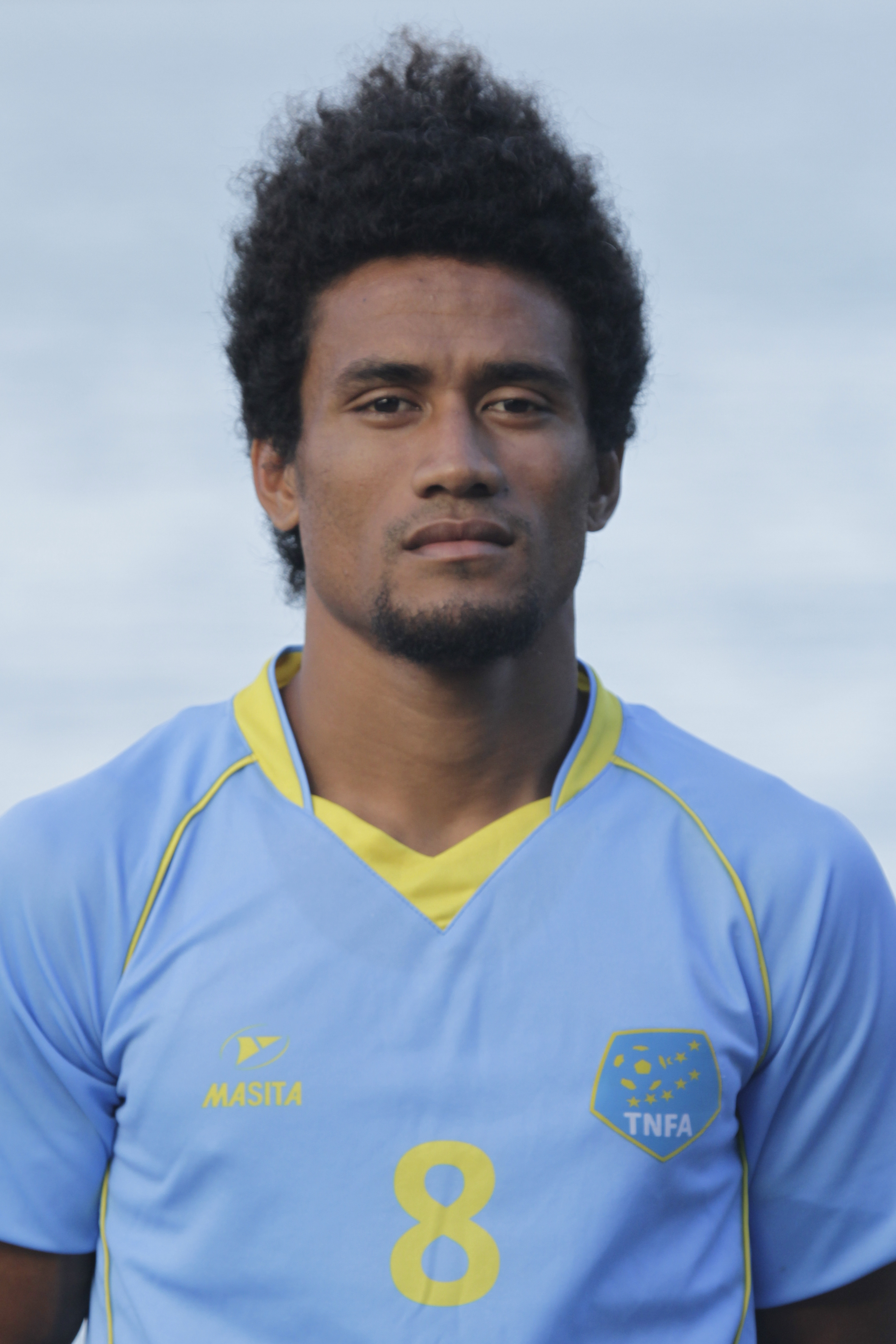
Tinilau im Trikot der tuvaluischen Fußballnationalmannschaft, vor 2012

Okilani Tinilau (* 2. Januar 1989) ist ein tuvaluischer Leichtathlet und Fußballspieler. Seine Spezialdisziplinen in der Leichtathletik sind der Sprint und der Weitsprung.

## Werdegang
Tinilau war 2008 in Peking bei der erstmaligen Teilnahme seines Landes an Olympischen Spielen Mitglied des dreiköpfigen tuvaluischen Kaders. Am 15. August 2008 trat er im Vorlauf über 100 Meter an. Er wurde Letzter, verbesserte aber mit 11,48 Sekunden den nationalen Landesrekord über diese Strecke.
Im Jahr darauf vertrat er sein Land bei den Leichtathletik-Weltmeisterschaften in Berlin.
Tinilau spielt außerdem Fußball für den FC Manu Laeva sowie die tuvaluische Fußballauswahl.